# Pina...The Company: Los más duros

Pina... The Company: Los Más Duros es el nombre de un álbum recopilatorio de varios artistas, el cual fue publicado el 10 de junio de 2003 bajo el sello de la compañía Pina Records. Cuenta con las participaciones de artistas como Lito & Polaco, MC Ceja, Zion & Lennox, Jenay, Master Joe & O.G. Black, Yaviah, Sir Speedy, entre otros.

## Videos
Los videos que salieron de esta producción fueron las canciones "Te tiro solo Remix" de Polaco, "Estamos en guerra" de Lito y Polaco,"Vamos a matarnos" de Speedy y "Yo salí de casa" de Master Joe & O.G. Black.

## Lista de canciones
| N.º   | Título                                      | Productor(es)             | Duración |  |
| 1.    | «Intro (Various Artists)»                   | DJ Dicky                  | 2:34     |  |
| 2.    | «Te tiro solo (Polaco)»                     | DJ Dicky                  | 2:19     |  |
| 3.    | «Yeah, yeah (MC Ceja)»                      | DJ Blass                  | 2:59     |  |
| 4.    | «Sensual bebé (Yaviah)»                     | DJ Blass                  | 1:34     |  |
| 5.    | «Se nota (Zion & Lennox)»                   | DJ Dicky / Harry Digital  | 2:40     |  |
| 6.    | «Yo salí de casa (Master Joe & O.G. Black)» | Harry Digital             | 2:12     |  |
| 7.    | «Vamos a matarnos (Speedy)»                 | DJ Blass                  | 2:27     |  |
| 8.    | «Interlude (Gallego)»                       | DJ Dicky                  | 3:23     |  |
| 9.    | «Dos caras (Rey Pirin)»                     | DJ Dicky                  | 3:09     |  |
| 10.   | «Sexo con reggae (Shaka & Benny)»           | Harry Digital             | 2:25     |  |
| 11.   | «Estamos en guerra (Lito & Polaco)»         | DJ Dicky / DJ Blass       | 2:25     |  |
| 12.   | «Regreso el amo (MC Ceja)»                  | DJ Dicky / DJ Magic       | 3:47     |  |
| 13.   | «Ando suelto (Angel Doze)»                  | DJ Dicky                  | 1:54     |  |
| 14.   | «Desnudate (Jenay)»                         | DJ Blass                  | 2:03     |  |
| 15.   | «Quiero ser (Notty Play)»                   | DJ Dicky                  | 3:45     |  |
| 16.   | «Me gusta (David D'Ambulante)»              | Harry Digital             | 3:45     |  |
| 17.   | «Que es reggaetón (Great Kilo)»             | DJ Dicky                  | 3:45     |  |
| 18.   | «Si la girl pide (Guelo Star y J King)»     | DJ Blass                  | 3:45     |  |
| 19.   | «Yo se que tu quieres (Los Mendoza)»        | DJ Dicky                  | 3:45     |  |
| 20.   | «Te tiro solo Remix (Polaco)»               | Rafy Mercenario / DJ Urba | 3:45     |  |
| 39:36 |                                             |                           |          |  |